# Go (프로그래밍 언어)

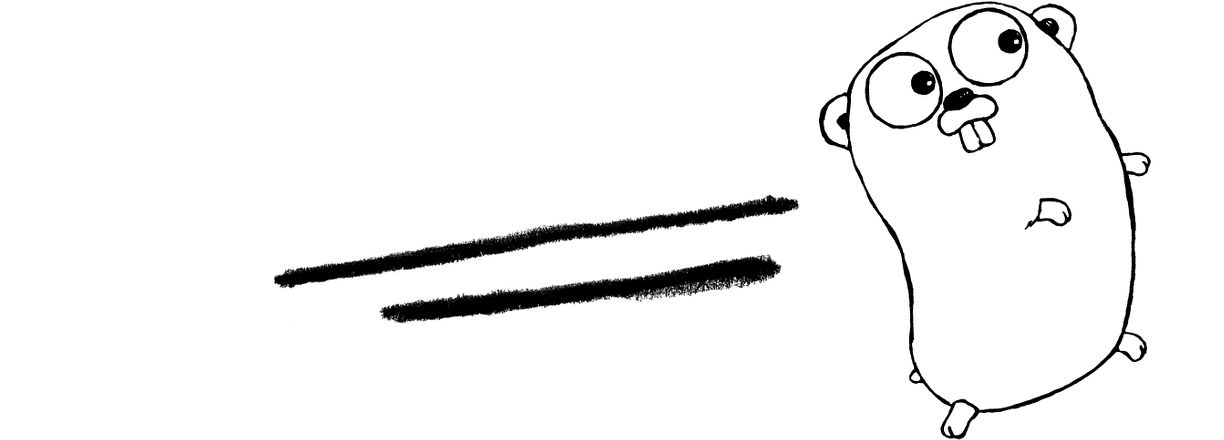
현재의 고퍼 마스코트이자 옛 로고

Go는 2009년 구글에서 일하는 로버트 그리즈머, 롭 파이크, 켄 톰프슨이 개발한 프로그래밍 언어이다. 가비지 컬렉션 기능이 있고, 병행성(concurrent)을 잘 지원하는 컴파일 언어다. 구문이 C와 비슷하지만 메모리 보안, 쓰레기 수집, 구조 타이핑, CSP 스타일 병행성을 제공한다. 이 언어는 golang.org이라는 도메인 이름 때문에 종종 고랭(Golang)으로도 호칭되지만 정확한 명칭은 Go이다.
2개의 주요 구현체가 있다. 하나는 구글의 셀프 호스팅 컴파일러 툴체인으로서 여러 운영 체제, 모바일 장치, 웹어셈블리를 대상으로 한다. 나머지 하나는 GCC 프론트엔드인 gccgo가 있다.
서드파티 트랜스파일러 GopherJS는 프론트엔드 웹 개발을 위해 Go를 자바스크립트로 컴파일한다.

## 역사
Go의 초기 디자인은 2007년 9월 21일에 로버트 그리즈머, 롭 파이크, 켄 톰프슨이 인페르노 분산 운영체제와 관련된 작업을 하다가 시작되었다. 화이트 보드에 새로운 언어에 대한 스케치를 하면서 초기 20% 파트타임 프로젝트로 시작하였다가 2008년 1월 켄 톰프슨이 C 코드를 만들어내는 컴파일러를 만들기 시작했고, 2008년 중반 풀타임 프로젝트로 승격되었다. 2008년 5월 이안 테일러가 Go 스펙의 초안을 이용해서 GCC 프론트엔드를 만들기 시작했고, 2008년 말 러스 콕스가 참여하면서 프로토타입에서 실질적인 언어와 라이브러리들을 만들기 시작했다. 2009년 11월 10일에 리눅스와 macOS 플랫폼을 대상으로 공식 발표되었다. Go가 처음 런칭되었을 때는 실무적인 소프트웨어를 만들기에는 준비가 좀 덜 된 상태였지만, 2010년 5월 롭 파이크는 구글에서 실제로 사용되고 있는 부분이 있다고 공개적으로 알리게 되었다. 2009년 11월에 Go가 발표되었다. 구글의 생산 시스템 중 일부 및 기타 기업들에 사용되고 있다.
Go는 다른 언어의 긍정적인 특징들을 유지하면서 공통이 되는 문제들을 해결할 새로운 프로그래밍 언어를 설계하기 위해 구글의 엔지니어 Robert Griesemer, 롭 파이크, 켄 톰프슨에 의해 실험적으로 시작되었다. 이 새로운 언어는 다음의 기능을 포함할 작정이었다:
- 정적 타이핑 및 대형 시스템으로의 스케일 가능할 것 (마치 자바와 C++처럼)
- 너무 많은 필수적인 키워드와 반복 없이도 생산적이고 가독성이 좋을 것[16] (동적 프로그래밍 언어와 같이 가벼움)
- 통합 개발 환경이 필요하지 않지만 지원도 가능할 것
- 네트워킹 및 다중 처리를 지원할 것

나중의 인터뷰에서, 언어 설계자 3명 모두 자신들이 C++의 복잡성을 싫어하며 이로 인해 새로운 언어를 설계하는 계기가 되었다고 언급하였다.
Go 1.0은 2012년 3월에 출시되었다.

### 버전
| 릴리스                                                 | 상태      | 출시일     | 유지보수 종료일 |
| ------------------------------------------------------ | --------- | ---------- | --------------- |
| go1                                                    | 지원 종료 | 2012-03-28 | 2013-12-01      |
| go1.1                                                  | 지원 종료 | 2013-05-13 | 2014-06-18      |
| go1.2                                                  | 지원 종료 | 2013-12-01 | 2014-12-10      |
| go1.3                                                  | 지원 종료 | 2014-06-18 | 2015-08-19      |
| go1.4                                                  | 지원 종료 | 2014-12-10 | 2016-02-17      |
| go1.5                                                  | 지원 종료 | 2015-08-19 | 2016-08-15      |
| go1.6                                                  | 지원 종료 | 2016-02-17 | 2017-02-16      |
| go1.7                                                  | 지원 종료 | 2016-08-15 | 2017-08-24      |
| go1.8                                                  | 지원 종료 | 2017-02-16 | 2018-02-16      |
| go1.9                                                  | 지원 종료 | 2017-08-24 | 2018-08-24      |
| go1.10                                                 | 지원 종료 | 2018-02-16 | 2019-02-25      |
| go1.11                                                 | 지원 종료 | 2018-08-24 | 2019-09-03      |
| go1.12                                                 | 지원 종료 | 2019-02-25 | 2020-02-25      |
| go1.13                                                 | 지원 종료 | 2019-09-03 | 2020-08-11      |
| go1.14                                                 | 지원 종료 | 2020-02-25 | 2021-02-16      |
| go1.15                                                 | 지원 종료 | 2020-08-11 | 2021-08-16      |
| go1.16                                                 | 지원 종료 | 2021-02-16 | 2022-03-15      |
| go1.17                                                 | 지원 종료 | 2021-08-16 | 2022-08-02      |
| go1.18                                                 | 지원 종료 | 2022-03-15 | 2023-02-01      |
| go1.19                                                 | 유지보수  | 2022-08-02 | Q3 2023         |
| go1.20                                                 | 현재      | 2023-02-01 | Q1 2024         |
| go1.21                                                 | 계획      | Q3 2023    | Q3 2024         |
| 범례:오래된 버전오래된 버전, 지원 중최신 버전배포 예정 |           |            |                 |

## 구현체
2개의 주요 구현체가 존재한다:
- 구글의 Go 툴체인: 리눅스, BSD, macOS, 플랜 9, 윈도우, (2015년 이후) 모바일 장치를 포함한 여러 플랫폼을 대상으로 한다.[21] 주요 Go 컴파일러는 버전 1.5에 셀프 호스팅되었다.[22]
- 2번째 컴파일러 gccgo는 GCC 프론트엔드이다.[23][24]

GopherJS라는 이름의 서드파티 Go 컴파일러도 존재한다. GopherJS는 Go 코드를 자바스크립트 코드로 컴파일하며 Go가 프론트엔드 개발에 사용될 수 있게 한다.

## 언어 설계
Go의 문법은 대체로 C와 비슷하다: 코드 블록들은 중괄호로 둘러싸고 for, switch, if를 포함한 일반적인 제어구조를 가지고 있다. C와 다르게, 한 라인 끝의 세미콜론은 필수가 아닌 옵션이다. 변수 선언은 다르게 작성되고 대개 옵션이다. 형 변환은 명시적으로 해야 한다. 병행 컴퓨팅을 다루기 위해 go와 select 키워드가 사용된다. 새로운 타입은 map, 유니코드 문자열, 배열 slice, 그리고 내부 쓰레드 통신을 위한 채널(channel)이 있다.
Go는 그리 좋지 않은 하드웨어에서도 빠르게 컴파일될 수 있도록 디자인되었다. Go는 가비지 컬렉션이 되는 언어이다. 병행성(concurrency)와 관련된 Go의 구조적인 규칙들(channel과 선택적인 channel input들)은 Tony Hoare의 CSP로부터 가져온 것이다.
C++나 자바에 있는 기능들 중 타입 상속, 제너릭, 표명(assertion), 메서드 오버로딩, 포인터 연산은 Go에서 포함하고 있지 않다. Go를 만들고 있는 개발자들은, 제너릭 등은 급하진 않지만 어느 시점에는 기능이 도입될 것이라고 한다.

### 병행성
Go를 이용해 프로그램들이 서로 소통하면서 상태를 공유하는 동시성(concurrency) 프로그램을 쉽게 만들 수 있다.
동시성이란 멀티스레딩, 병렬 컴퓨팅 뿐 아니라, 비동기성 입출력 또한 포함한다. 예를 들어, 이벤트 기반 서버와 같이, 데이터베이스나 네트워크 작업과 같이 시간이 많이 걸리는 연산을 하는 동안 프로그램이 다른 일을 하는 것을 말한다.

## 목적
Go는 정적 타입 컴파일 언어의 효율성과 동적 언어처럼 쉬운 프로그래밍을 할 수 있도록 하는 것을 목표로 한다. 또다른 목적은:
- 안전성 : 타입 안전성과 메모리 안전성
- 병행성과 통신을 위한 훌륭한 지원
- 효과적인 가비지 컬렉션
- 빠른 컴파일

## 언어 도구
Go는 수많은 언어 배포판들과 동일한 종류의 디버깅, 테스트, 코드 검사 도구들을 포함하고 있다. 그 중에 Go 배포판은 다음을 포함한다:
- go build: 소스 파일 자체의 정보만을 사용하여 Go 바이너리를 빌드한다. 별도의 makefile은 없다.
- go test: 유닛 테스트 및 마이크로벤치마크
- go fmt: 코드 서식 지정
- go get: 원격 패키지의 검색 및 설치
- go vet: 코드 내의 잠재적인 오류를 찾아내는 정적 분석기
- go run: 코드를 빌드하고 실행하는 바로 가기
- godoc: 문서를 표시. HTTP를 통해 문서 확인.
- gorename: 변수, 함수 등을 형 안전(type-safe) 방식으로 이름 변경
- go generate: 코드 생성기를 호출하는 표준 방식

프로파일링 및 디버깅 지원, 런타임 인스트루먼테이션(이를테면 가비지 컬렉션 일시 정지 등을 위해) 및 레이스 컨디션 테스터(race condition tester)도 포함한다.

## 예제
아래는 Go로 만든 Hello, World 프로그램이다.
```
package
 
main

import
 
"fmt"

func
 
main
()
 
{

        
fmt
.
Println
(
"Hello, World"
)

}

```

Go는 for loop과 같은 경우 각 항목을 구분하는 용도로 세미콜론(;)을 사용하고 그 외에는 대부분 자동으로 세미콜론이 컴파일 시 들어가게 된다. 중요한 것은 if와 같은 경우 if가 있는 그 라인에 중괄호({)가 반드시 같이 들어가야 한다는 것이다.

### 병행의 예
```
package
 
main

import
 
(

    
"fmt"

    
"time"

)

func
 
readword
(
ch
 
chan
 
string
)
 
{

    
fmt
.
Println
(
"Type a word, then hit Enter."
)

    
var
 
word
 
string

    
fmt
.
Scanf
(
"%s"
,
 
&
word
)

    
ch
 
<-
 
word

}

func
 
timeout
(
t
 
chan
 
bool
)
 
{

    
time
.
Sleep
(
5
 
*
 
time
.
Second
)

    
t
 
<-
 
true

}

func
 
main
()
 
{

    
t
 
:=
 
make
(
chan
 
bool
)

    
go
 
timeout
(
t
)

    
ch
 
:=
 
make
(
chan
 
string
)

    
go
 
readword
(
ch
)

    
select
 
{

    
case
 
word
 
:=
 
<-
ch
:

        
fmt
.
Println
(
"Received"
,
 
word
)

    
case
 
<-
t
:

        
fmt
.
Println
(
"Timeout."
)

    
}

}

```

## Go를 사용하는 프로젝트
Go로 작성된 일부 저명한 오픈 소스 소프트웨어는 다음과 같다:
- 라이트닝 네트워크: 비트코인 네트워크.
- CockroachDB: SQL 데이터베이스.
- 도커: 리눅스 컨테이너를 배치시키는 도구들의 집합
- Doozer: 매니지드 호스팅 제공자 헤로쿠의 락 서비스
- Geth 소프트웨어: 이더리움 프로토콜 블록체인 기술을 이용한 golang 구현체로서, 전 세계 공유 컴퓨팅 플랫폼을 구현한다.[30]
- Gogs: 셀프 호스팅 Git 서비스.[31]
- InfluxDB: 고가용성과 고성능 요구사항을 필요로 하는 오픈 소스 데이터베이스.
- Juju: 캐노니컬이 주관하는 서비스 오케스트레이션 도구. (우분투 리눅스의 패키저)
- 쿠버네티스 컨테이너 관리 소프트웨어
- 오픈시프트: 클라우드 컴퓨팅 플랫폼 (레드햇이 서비스함)
- 패커(Packer): 여러 플랫폼을 대상으로 하나의 소스 구성을 통해 동일한 머신 이미지를 만드는 도구.
- 스내피: 우분투 터치용 패키지 관리자 (캐노니컬 제작)
- Syncthing: 오픈 소스 파일 동기화 클라이언트/서버 애플리케이션
- GitLab-runner: 오픈 소스 CI/CD 애플리케이션.
- 이더리움 (geth)

Go를 사용한 일부 저명한 오픈 소스 소프트웨어 프레임워크는 다음과 같다:
- Beego: 고성능 웹 프레임워크
- Martini: 웹 애플리케이션/서비스용 패키지.
- 고릴라: Go용 웹 툴킷.
- Enduro/X ASG: 클러스터 미들웨어, 애플리케이션 서버, 분산 트랜잭션, 멀티 프로세싱 프레임워크.

이 밖에도 Go를 사용하는 저명한 기업 및 사이트는 다음과 같다(일반적으로 다른 언어와 함께 사용):
- AeroFS: 프라이빗 클라우드 파일싱크 어플라이언트 제공자[34]
- Chango: Go를 사용하는 프로그래머틱 광고 회사.[35]
- 클라우드 파운드리: PaaS
- Cloudflare[36][37]
- CoreOS: 도커 컨테이너를 활용하는 리눅스 기반 운영 체제.[38]
- 카우치베이스 서버: 쿼리 및 인덱싱 서비스 (Couchbase 서버 내)[39]
- 드롭박스: 일부 중요한 구성 요소들을 파이썬에서 Go로 이관함.[40]
- 구글의 수많은 프로젝트: (download server dl.google.com 등)[41][42][43]
- MercadoLibre: 여러 퍼블릭 API.
- 몽고DB: MongoDB 인스턴스 관리 도구[44]
- 넷플릭스: 서버 아키텍처의 두 부분[45]
- 노바티스: 내부 인벤토리 시스템용[46]
- Plug.dj: 상호작용 온라인 소셜 뮤직 스트리밍 웹사이트.[47]
- Replicated: 도커 기반 PaaS (기업의 설치 가능 소프트웨어 제작용)[48]
- SendGrid[49]
- 사운드클라우드: 수십 개의 시스템용.[50]
- Splice[51]
- ThoughtWorks[52]
- 트위치[53]
- 우버[54]
- Zerodha

## 같이 보기
- C (프로그래밍 언어)